# Gageleer
Gageleer is een biologisch Belgisch bier, in opdracht van de Gageleer CVBA-SO gebrouwen door De Proefbrouwerij in Lochristi. Het is een volmoutbier met de kenmerkende smaak van wilde gagel (Myrica gale), een struik die groeit op vochtige heide.
Het recept van de Gageleer werd ontwikkeld door thuisbrouwer Louis Meulders uit Beerse en maakt zo veel mogelijk gebruik van plaatselijke ingrediënten en producten: voor een gedeelte van de productie is de gerst is afkomstig van Poederlee en van Westerlo. De wilde gagel, is afkomstig van het natuurreservaat De Liereman in Oud-Turnhout. Het bier wordt gebrouwen ten voordele van de natuurreservaten van Natuurpunt.
In juni 2010 werd een beperkte hoeveelheid Gageleer op markt gebracht met een etiket dat zich richtte tot de liefhebbers van heavy metal. Het werd begin 2014 voor het laatst gebotteld. Het bier was hetzelfde, maar het etiket maakte het verschil.

## Varianten
Er zijn momenteel vier verschillende bieren die de naam Gageleer dragen.
- Gageleer Original
- Gageleer Superior Dark
- Gageleer Sour White No Hops
- Gageleer No alcohol

## Galerij

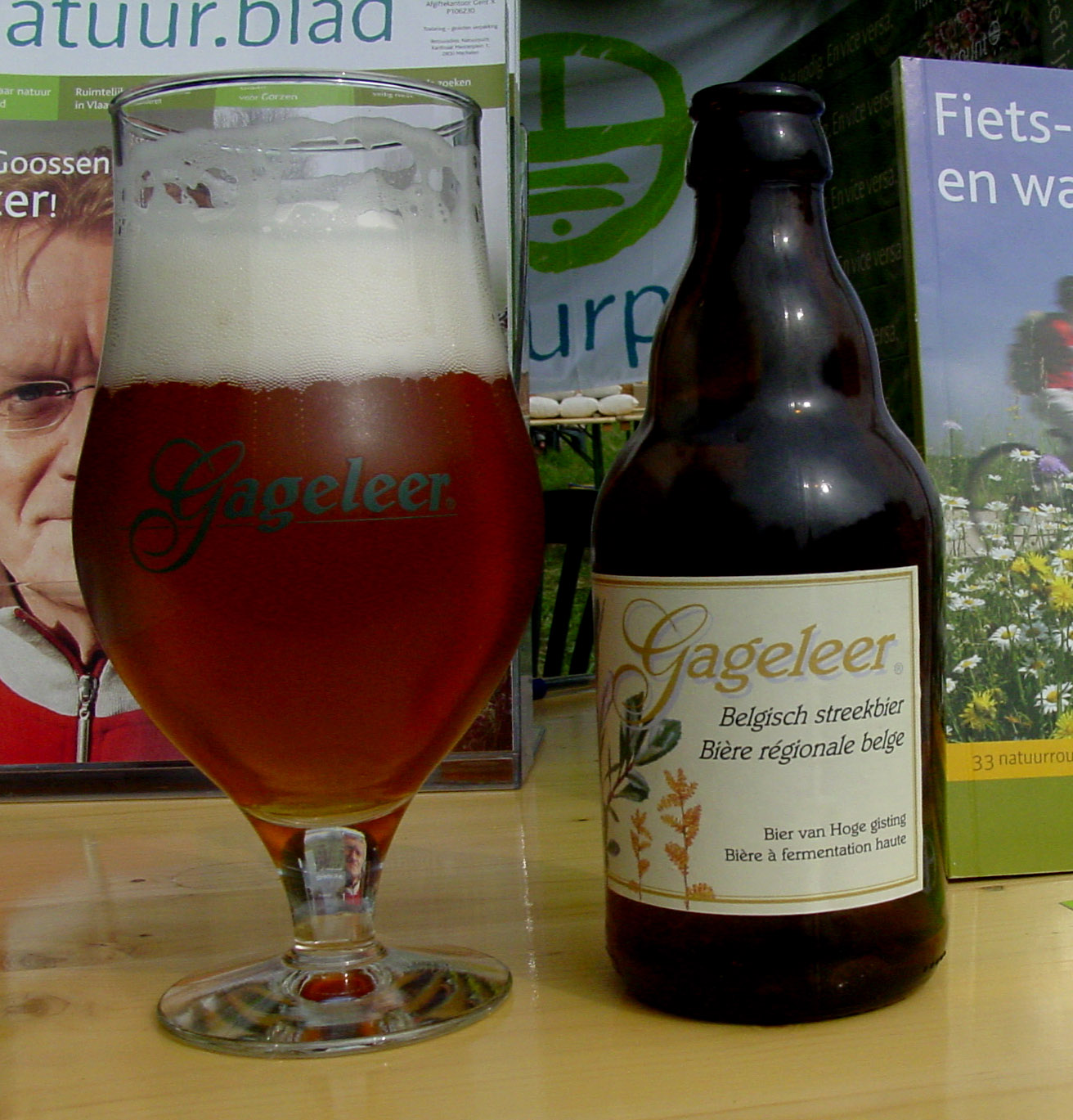
Eerste etiket
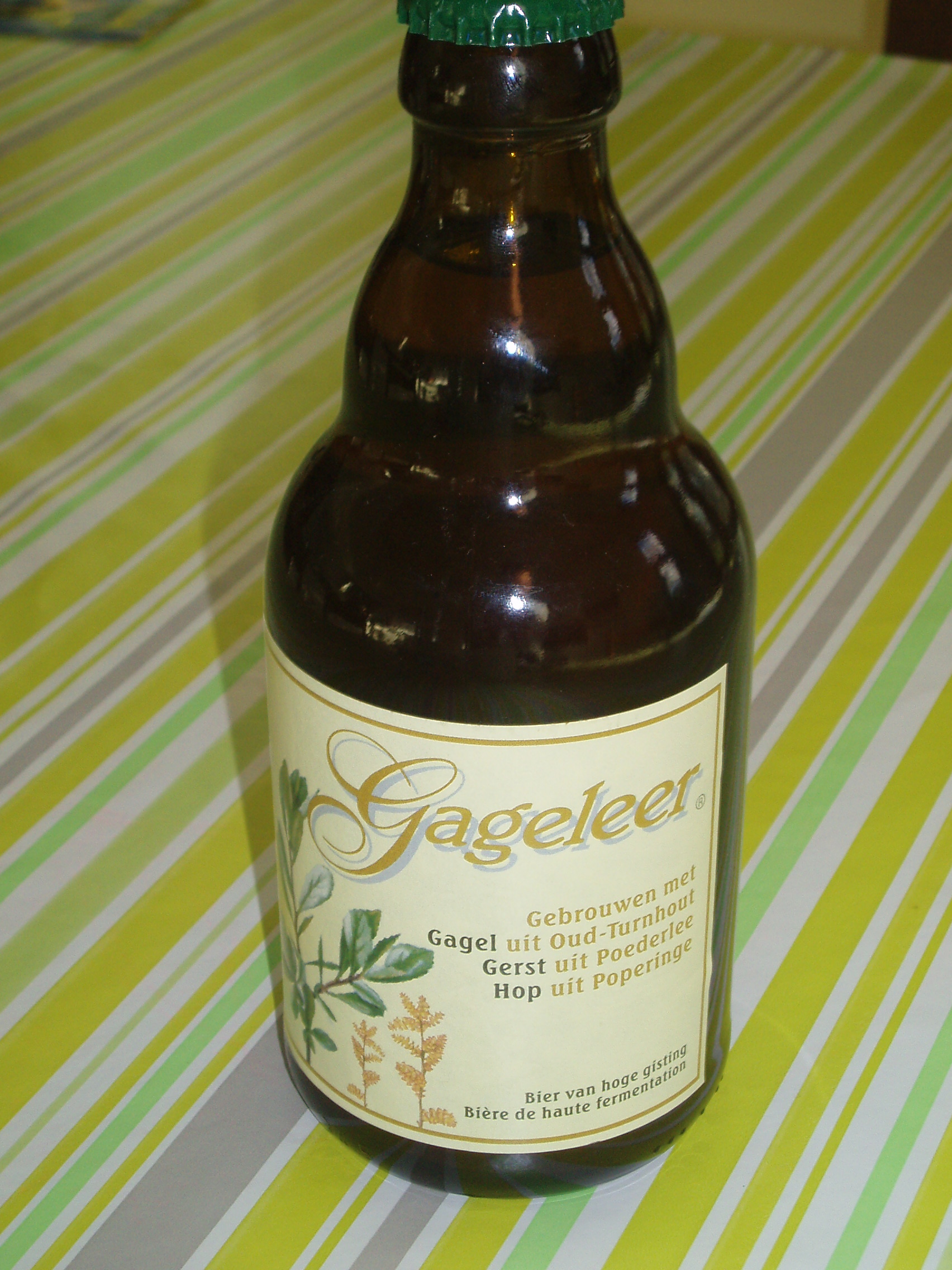
Ander etiket
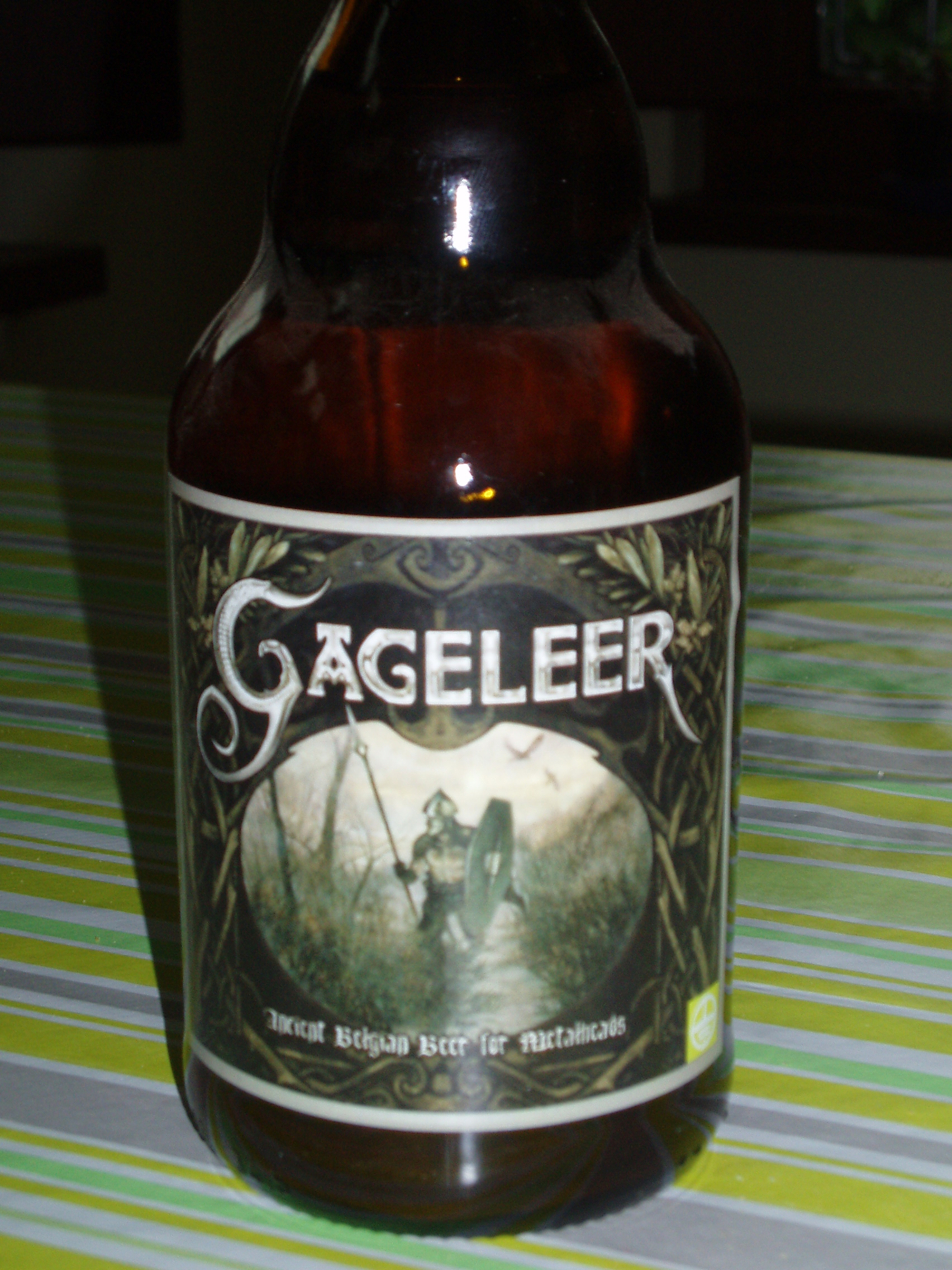
Gageleer voor metalfans